# KFK 144
KFK 144 ist ein deutscher Fischkutter der Klasse Kriegsfischkutter und gehört damit zur größten Schiffsbauserie der deutschen Seefahrt.

## Geschichte

### Zweiter Weltkrieg
Der Kutter wurde 1942 auf der Ernst Burmester Schiffswerft KG Swinemünde-Ost in Swinemünde gebaut und diente während des Zweiten Weltkrieges in der Kriegsmarine. Er wurde im Verlauf des Krieges in mehreren Verbänden eingesetzt und erhielt dementsprechend verschiedene Kennungen. Die Abnahme des Kutters erfolgte am 16. Dezember 1942. Einen Tag später wurde er der 31. Minensuchflottille zugeteilt und erhielt die Kennung M 3113 (zeitgleich wurde zusätzlich die Kennung DH 13 geführt). Ab dem 13. März 1943 diente das Boot mit der Kennung NB 51 bei der Hafenschutzflottille Bergen des Marineoberkommandos Norwegen, und ab 1. Juni 1944 mit der Kennung VP 5521 beim 5. Küstensicherungsverband. Der Verbleib zu Kriegsende ist ungeklärt.

### Fischereidienst
Im Oktober 1946 befand sich der Kutter bei der Firma H. & P. Mischke in Burgstaaken. In der Folge sind mehrere Liegeplätze, Schiffsnamen und Kennzeichen verzeichnet: Kiel, Klaus (KIE 722); und Travemünde, Pollux (BX 551). 1948 fand bei Howaldtswerke-Deutsche Werft in Kiel ein Umbau statt. Die genauen Eigentums- und Besitzverhältnisse für die Zeit nach Kriegsende bis zur Übertragung an die Bundesrepublik Deutschland am 20. August 1955 durch die OMGUS als Pollux (BX 551) sind nicht mehr nachvollziehbar; bei der Übergabe wurde ein Zeitwert von DM 40.000 angegeben. Ab 1955 wurde der Kutter von mehreren Eignern unter verschiedenen Kennungen in der Fischerei betrieben.

### Privatyacht
Ab 1986 wurde das Schiff unter dem Namen Pollux ohne Fischereikennzeichen privat genutzt. Der Kutter war als Ketsch mit drei Segeln (Fock, Großsegel, und Besansegel) getakelt. Das Focksegel war als Rollfock angeschlagen.
Bei einem erneuten Wechsel des Eigentümers und Heimathafens nach Flensburg im Jahr 2008 oder früher erhielt der KFK 144 den Namen Lilly.

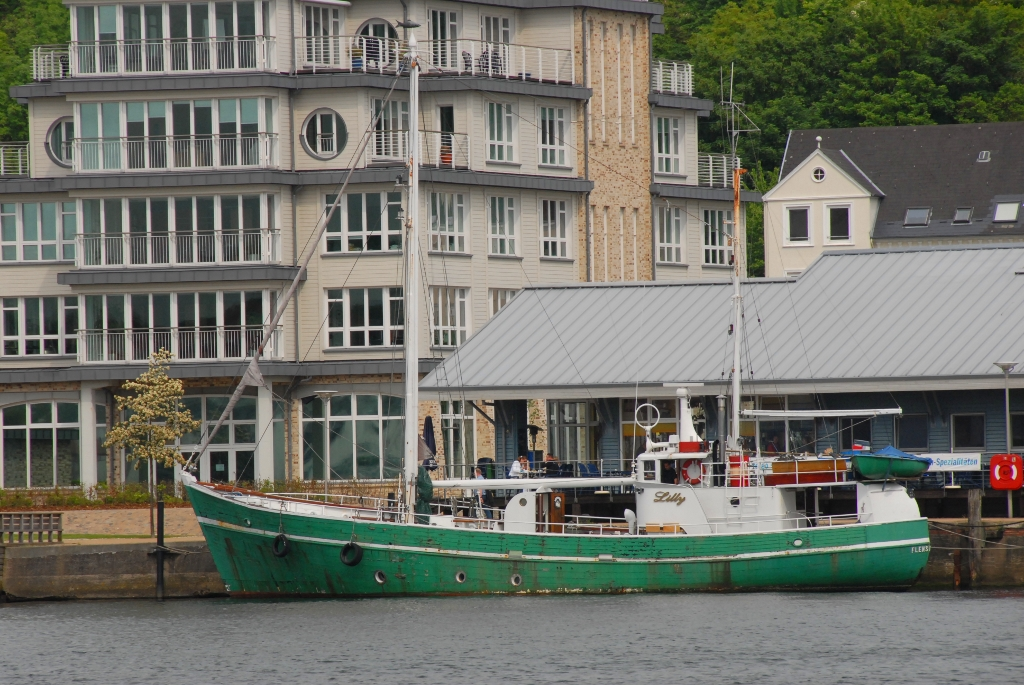
Lilly (ex KFK 144) im Hafen von Flensburg (2009)

2010 wurde das Schiff verkauft. Im Februar 2011 kam es nach achtmonatiger Reise in Walvis Bay (Namibia) an und wurde dort für dort touristische Kreuzfahrten eingesetzt. Am 18. Oktober 2020 sank das Schiff vor der Küste und liegt dort nun als sichtbares Wrack.